# Al Emarat (P111)
El Al Emarat (P111) es una corbeta de la clase Gowind de la marina de guerra de los Emiratos Árabes Unidos.
Es parte de una compra de dos corbetas Gowind de EAU (su gemela es la Bani Yas). Su construcción a cargo del Naval Group se lleva a cabo en el astillero de Lorient (Francia). Fue botado el casco en 2022. Será equipada con el misil superficie-aire MBDA MICA.